# Hypogeum

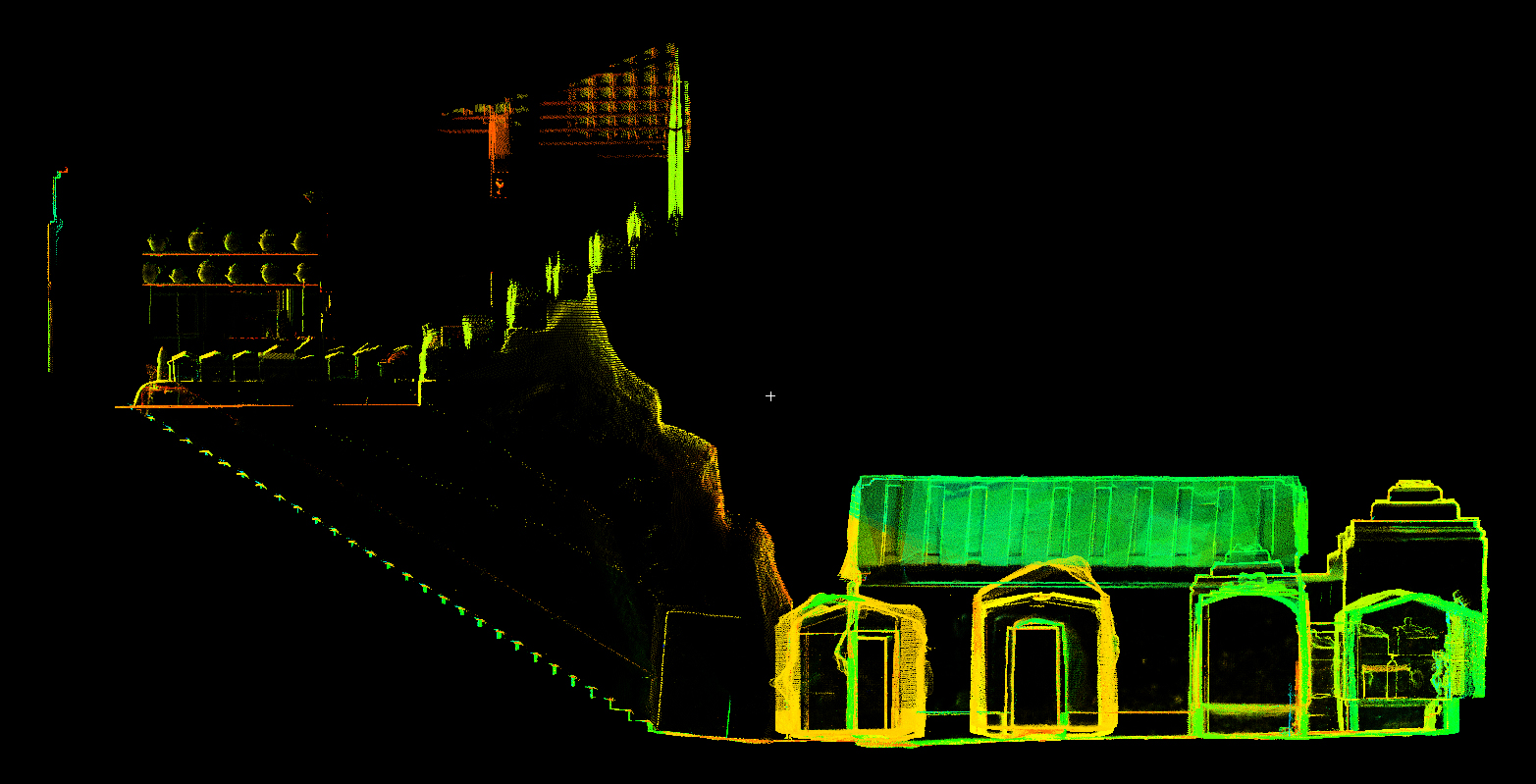
Hypogeum v Perugii- řez laserovým skenem

Hypogeum (z řeckého hypo „pod“ a gaia „země“, tedy pod zemí ležící) je podzemní obřadní prostor (chrám) nebo hrobka.
K nejznámějším patří:
- Hypogeum Silivri-Kapi v Istanbulu
- Hypogeum Flaviorum v Itálii
- Hypogeum Ħal Saflieni na Maltě
- Brochtorff Circle na maltském ostrově Gozo

Ne všechny podzemní stavby, které sloužily kultovním obřadům a náboženským rituálům, se označují jako hypogeum. Jedná se např. o (křesťanské) katakomby, pohanská mithrea, etruské hrobky nebo korsická tafonia; i suterénní stavby na Britských ostrovech (fogus) a systém chodeb v Alpách jako hypogeum nejsou označovány, protože je u nich stále ještě sporná jejich funkce. Stejně tak sem většinou nejsou počítány studnové chrámy na Sicílii, i když se tak jmenují (Ipogeo di San Salvatore, Ipogeo De Beaumont Bonelli Bellacicco).[zdroj?]